# Carol Nakamura
Ana Carolina Soares "Carol" Nakamura (Rio de Janeiro, 9 de maio de  1983) é uma atriz e bailarina nipo-brasileira.

## Carreira
Carol teve sua trajetória iniciada no Ballet Clássico, onde se formou ainda muito jovem, o que a levou ao corpo de bailarinas do Faustão. Após seis anos no Ballet, Fausto Silva a convidou para entrevistar a plateia em alguns quadros do Domingão do Faustão. Permaneceu até 2016 ao lado do apresentador como assistente de palco e apresentadora do quadro "Giro Domingão" onde apresentava de maneira descontraída e espontânea as curiosidades descobertas pelo Brasil afora. Deixou a atração para se dedicar a carreira de atriz. Em 2016 Carol fez sua estreia em novelas, onde interpretou Hirô em Sol Nascente, de Walther Negrão.
Antes da novela, estrelou no palco no início de 2012, na peça "Pista Falsa" com texto de Jomar Magalhães e direção de Daniel Santamaría, onde foi sucesso de crítica e público. Neste mesmo ano foi convidada para ser "Maria, mãe de Jesus" junto a Kayky Brito na encenação "Paixão de Cristo".

## Filmografia

### Televisão
| Ano     | Título                  | Personagem / Função             | Nota(s)                                           |
| ------- | ----------------------- | ------------------------------- | ------------------------------------------------- |
| 2005–16 | Domingão do Faustão     | Bailarina / Assistente de palco |                                                   |
| 2015    | Saltibum                | Participante (6º lugar)         | Temporada 2                                       |
| 2016–17 | Sol Nascente            | Hiromi Tanaka (Hirô)            |                                                   |
| 2019    | Super Chef Celebridades | Participante (5º lugar)         | Temporada 8                                       |
| 2019    | Bom Sucesso             | Laura                           | Episódio: "22 de agosto" Episódio: "26 de agosto" |
| 2019    | Dança dos Famosos       | Jurada                          |                                                   |
| 2020    | Na Estrada              | Repórter                        |                                                   |
| 2023    | Casais em Apuros        | Participante (2º lugar)         | Temporada 2                                       |
| 2023    | No Limite: Amazônia     | Participante (5º lugar)         | Temporada 7                                       |

### Cinema
| Ano  | Título                 | Personagem |
| ---- | ---------------------- | ---------- |
| 2019 | Sai de Baixo - O Filme | Gaby       |
| 2023 | Um Dia Cinco Estrelas  | Odete      |

## Teatro
| Período | Peça             | Personagem          |
| ------- | ---------------- | ------------------- |
| 2009    | A Bela e a Fera  | Bela                |
| 2012    | Pista Falsa      |                     |
| 2012    | Paixão de Cristo | Maria, mãe de Jesus |